# Ålborg og Rebild
Ålborg og Rebild er en dokumentarfilm instrueret af Gunnar Wangel efter eget manuskript.

## Handling
Ålborg: Lufthavnen, indsejlingen til Ålborg, Jens Bangs stenhus, Budolfi Kirken, torvet, torvehandel, ældre bydel, gamle bindingsværkshuse, Limfjordsbroerne, moderne bydel, anlæg, Zoologisk have, byens mest kendte statuer og industrielle virksomheder, badestrand, Rebild Nationalpark, Rebildfest.